# Mercadoria
Uma mercadoria é um bem que pode ser objeto de compra e venda.

## Etimologia
O termo "Mercadoria" é uma palavra derivada do Latim com origem em "mercatóre" (mercador).
O termo alternativo "Comodidades" deriva do termo inglês commodity que apareceu em uso no Inglês a partir do Século XV vindo do Francês commodité, com o significado de benefício ou lucro. O termo Francês por sua vez deriva do Latim commoditatem (nominative commoditas) que quer dizer  "cómodo, adequado". A raiz do Latim commod- quer dizer nas suas variantes "apropriado", "a medida, hora ou condição certa", e "vantagem, benefício".

## Em Contabilidade
Na terminologia contabilística portuguesa, "mercadoria" tem um significado mais restrito - "mercadorias" são apenas os bens que uma empresa adquire para posterior revenda (p.ex., os móveis que uma loja de móveis comprar para vender ao público são mercadorias; mas nem a madeira que uma carpintaria de mobiliário compra nem os móveis que esta fabrica e vende são mercadorias).

## Commodities
A expressão inglesa commodities é usada para designar um tipo especial de mercadorias, caracterizadas pela sua uniformidade, sem o mercado fazer distinção entre produtos de vendedores diferentes (p.ex., o cobre é uma commodity; um sistema de som não, já que sistemas de som fabricados por diferentes produtores têm características diferentes).
As commodities tendem a ser bens primários (de produção mineral ou agrícola),sendo usualmente produzidos e vendidos em grandes quantidades.

## Transação de mercadorias
Nas bolsas de mercadorias, tendem a comercializar-se essencialmente mercadorias cuja qualidade é indiferenciada entre vários produtores.

### O mercado português
Dado Portugal não ser um produtor diversificado à escala global, não existe um mercado de mercadorias e o mercado de futuros de mercadorias à semelhança dos existentes em alguns países Europeus e no continente Americano.
- Futuros existentes no mercado português  No mercado português de derivados (derivados são futuros e opções) existem futuros sobre as OT 10, sobre a LISBOR a 3 meses, sobre o índice PSI 20 e sobre as acções mais líquidas do nosso mercado accionista: a Portugal Telecom, a EDP, o BCP e a Cimpor.

### Mercados mundiais
Os mercados de mercadorias (commodities exchanges) mundiais incluem:
- Chicago Board of Trade (CBOT)
- Chicago Mercantile Exchange (CME)
- Dalian Commodity Exchange (DCE)
- Euronext.liffe (LIFFE)
- Kansas City Board of Trade (KCBT)
- Kuala Lumpur Futures Exchange (KLSE)
- London Metal Exchange (LME)
- New York Mercantile Exchange (NYMEX)
- National Commodity Exchange Limited (NCEL)
- Multi Commodity Exchange (MCX)
- International Indonesian Forex Change Market (IIFCM)

Os mercados para a transação de mercadorias podem ser muito eficientes, em particular se a divisão em grupos corresponder aos segmentos da procura. Estes mercados responderão rapidamente às mudanças na oferta e na procura para encontrar um equilíbrio de mercado entre o preço e a quantidade. Para além disso, os investidores podem obter uma exposição passiva aos mercados de mercadorias através de índices de preços de mercadorias (commodity price index).

## Dados de inventário/existências/estoque
O Inventário de mercadorias desempenha um importante papel na definição do preço. Quando as quantidades em estoque são baixas os preços futuros ficam mais voláteis e o risco da exaustão de estoques ("stockout") aumenta. De acordo com o teóricos económicos, as empresas obtêm uma más-valia ao reterem inventários de certas mercadorias. Os dados sobre inventários não provêm de uma fonte comum e unica, antes estão disponíveis a partir de várias origens.
Dados sobre o inventário de 31 mercadorias foi usado em 2006 num estudo sobre a relação entre inventários e os prémios de risco de futuros de mercadorias.

## No marxismo
Na Economia política clássica e em especial na crítica de Karl Marx à economia politica, uma mercadoria é tudo aquilo que é produzido pelo trabalho humano e colocado no mercado para ser vendido, sendo que muitas vezes esta é produzida já com a finalidade de ser vendida. Algumas mercadorias não são criadas pelo trabalho humano, mas requerem trabalho para se tornarem úteis para o Homem (ex.: recursos naturais), e é daí que deriva a sua natureza de mercadoria e o seu valor.
Diversas coisas podem ser transformadas em mercadoria. Por exemplo, o advento das patentes reflecte a transformação do conhecimento em mercadoria. À transformação de um fenómeno qualquer em mercadoria designa-se por mercantilização ou mercadorização.
A análise de Marx sobre as mercadorias, usa a teoria do valor do trabalho com o intuito resolver o problema na identificação do que é que contribui para o estabelecimento do valor de mercado das mercadorias. Este problema foi extensamente debatido por Adam Smith, David Ricardo e Karl Rodbertus-Jagetzow, entre outros.
Valor e preço não são termos equivalente em economia, pelo que a teorização das relações específicas entre valor intrínseco e valor de mercado foram sempre um desafio tanto para os economistas liberais como para os economistas Marxistas.